# VajdaságMet
A VajdaságMet egy vajdasági magyar nyelvű meteorológiai portál.

## Célja
Legfőbb célja a közelgő heves zivatarokról és egyéb időjárási jelenségekről tájékoztatni a helyi lakosságot.

## Története

### Indulás
Régebben más címen volt elérhető egy kezdeti verzióban (www.mk-msz.fw.hu) az oldal. A címben az „mk-msz”, mint „Magyarkanizsa Község Meteorológiai Szolgálata” funkciót látta el. 2010 tavaszán még csak pár, többségében magyar lakosságú község területére érvényes oldalban gondolkodtak a készítők, majd felmerült a gondolat, hogy legyen az oldal hatóköre egész Vajdaság (Délvidék), és az ott élő magyarok számára készítsék az előrejelzéseket. Több lehetséges domainnév is felmerült, ilyenek voltak a vajmet.rs, metvajdasag.rs, vajdasagmeteo.rs, vajdasgmeteo.com, vajdasagmet.hu, vajdasagmet.rs. Ezek a tippek 2010 júniusában születtek már. Végül a „www.vajdasagmet.rs” cím tetszett meg a legjobban, ezért ez is lett a weblap címe. 2010 augusztusában végül is sikerült épp Szent István ünnepén (augusztus 20.) elindítani.

### Támogatók
Az első nagy segítséget a Kispiac.rs portál nyújtotta, amely tárhelyet ajánlott fel a nyugodtabb munkához. Ez a készítők számára óriási lökést jelentett.

### Eredmények
- Induláskor azonnal kapcsolatba léptek a Vajdaság Ma hírportállal, melynek azóta is egynapos előrejelzéseket készítenek.
- 2010. december 26. óta a magyarkanizsai Infó TV számára készítenek egyhetes időjárás-előrejelzést.
- 2012 februárjától a magyarkanizsai Új Kanizsai Újságnak készítenek 8 napos időjárás-előrejelzést.

### Megjelenés
- A portál 2012. január 13-án a korábbi saját készítésű tartalomkezelő rendszeréről átállt a PHP-Fusion v7.00 ingyenes alapmotorra.
- Az oldal 2012. augusztus elején a PHP-Fusion v7.00 ingyenes alapmotorról átáll egy modernebb, saját készítésű rendszerre.

### Az oldal nyelve
A weboldal nyelve alapértelmezetten magyar. 2012. július közepétől már szerb nyelven is elérhető.

## Külső hivatkozások
- A VajdaságMet honlapja